# Kamimuria exilis
Kamimuria exilis är en bäcksländeart som först beskrevs av Robert McLachlan 1872.
Kamimuria exilis ingår i släktet Kamimuria och familjen jättebäcksländor. Inga underarter finns listade i Catalogue of Life.